# Guioa montana
Guioa montana là một loài thực vật có hoa trong họ Bồ hòn. Loài này được C.T.White mô tả khoa học đầu tiên năm 1933.